# Akçaabat
Akçaabat là một huyện thuộc tỉnh Trabzon, Thổ Nhĩ Kỳ. Huyện có diện tích 354 km² và dân số thời điểm năm 2007 là 106475 người, mật độ 301 người/km².